# Broomfield (Colorado)
Broomfield ist eine Stadt und zugleich ein County im Bundesstaat Colorado der Vereinigten Staaten, mit 74.112 Einwohnern (Stand: Volkszählung 2020) und Sitz der County-Verwaltung. Es ist Teil der Metropolregion Denver.

## Geographie
Broomfield befindet sich zwischen Denver und Boulder am U.S. Highway 36. Das County grenzt im Uhrzeigersinn an die Countys Weld, Adams, Jefferson und Boulder.

## Etymologie
Es wird vermutet, dass der Name der Stadt von der Pflanze Sorghumhirsen (englisch broomcorn) kommt, das in der Region wächst.

## Geschichte
Schon um 1873 führten Eisenbahnen durch das Stadtgebiet. Die Stadt wurde 1961 im Boulder County als City aufgenommen und hat sich seitdem ständig vergrößert, wobei sie sich auch immer weiter in das Gebiet von den Countys Weld, Adams und Jefferson erstreckte. Deshalb gab es bereits seit 1990 Pläne, die Stadt in ein eigenes County umzuformen und damit die Verwaltungsschwierigkeiten wie etwa vier verschiedene Steuersätze oder vier verschiedene Jurisdiktionen zu umgehen. Der Plan wurde eingereicht und 1998 genehmigt. Am 15. November 2001 wurde die Stadt als consolidated city and county of Broomfield als neuestes und kleinstes County offiziell gegründet.

## Demografische Daten
Nach der Volkszählung im Jahr 2020 lebten in Broomfield 74.112 Menschen.

## Partnerstädte
Broomfield hat zwei Partnerstädte:
- Broomfield, Großbritannien
- Ueda, Präfektur Nagano, Japan

## Museen
- Broomfield Depot Museum
- Broomfield Veterans Memorial Museum

## Söhne und Töchter der Stadt
- Will Graber (* 1996), Eishockeyspieler
- Colin Duffy (* 2003), Sportkletterer